# Korjivka, Starokosteantîniv
Korjivka (în ucraineană Коржівка) este localitatea de reședință a comunei Korjivka din raionul Starokosteantîniv, regiunea Hmelnîțkîi, Ucraina.

## Demografie
Componența lingvistică a localității Korjivka
     Ucraineană (99,15%)
     Alte limbi (0,85%)
Conform recensământului din 2001, majoritatea populației localității Korjivka era vorbitoare de ucraineană (99,15%), existând în minoritate și vorbitori de alte limbi.